# Laure Pequegnot
Laure Pequegnot, född 30 september 1975, är en fransk före detta alpin skidåkare.
Pequegnot var en utpräglad slalomspecialist och slog även igenom vid junior-VM 1994, då hon vann slalomtävlingen. Pequegnot gjorde totalt 114 starter i världscupen och totalt blev det tre segrar, alla i slalom. 
Pequegnot var med vid OS 1998, OS 2002 samt OS 2006 och det blev en silvermedalj i slalom vid OS 2002 i Salt Lake City. Vid VM var Pequegnot med i det franska lag som tog brons 2005 i lagtävlimgen.

## Världscupsegrar (3)
| Datum            | Plats           | Disciplin |
| ---------------- | --------------- | --------- |
| 22 november 2001 | Copper-Mountain | Slalom    |
| 13 januari 2002  | Saalbach        | Slalom    |
| 3 februari 2002  | Åre             | Slalom    |